# Regalianus

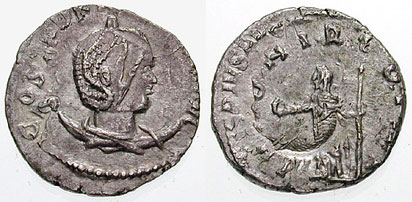
Antoninianus van Sulpicia Dryantilla, de vrouw van Regalianus. Overgeslagen op een munt van Maximinus I Thrax.

Publius C(assius?) Regalianus (? - 260) was een Romeins usurpator (tegenkeizer). Hij riep zichzelf uit tot Romeins keizer in waarschijnlijk 260.
Regalianus was waarschijnlijk van Dacische afkomst, en had waarschijnlijk enig aanzien, gezien zijn huwelijk met Sulpicia Dryantilla, die van hoge afkomst was. Verder is weinig van hem bekend; mogelijk was hij tot generaal benoemd door keizer Valerianus I.
Schrijver Aurelius Victor schrijft dat na de neergeslagen opstand van Ingenuus diens volgelingen zich aansloten bij Regalianus, maar dit is waarschijnlijk niet hoe het in werkelijkheid liep. Regalianus' opstand was op zijn minst enkele maanden na die van Ingenuus. Zo liet Regalianus in tegenstelling tot Ingenuus wel munten slaan, met zijn eigen beeltenis en die van zijn vrouw.
Regalianus kwam in opstand in Carnuntum (ten oosten van het huidige Wenen). In de omgeving van deze stad zijn ook de meeste van zijn munten gevonden. De locatie van de opstand duidt erop dat Regalianus niet zozeer Gallienus van de troon wilde stoten: de regio werd in deze periode geplaagd door vele barbaarse invallen, en soldaten wilden graag hun keizer bij zich hebben in de strijd. Hiervoor werd Regalianus (en eerder ook Ingenuus) dus ingeschakeld.
De opstand hield niet lang stand: er wordt van uitgegaan dat Regalianus na hooguit een paar maanden werd vermoord door zijn eigen mensen, geholpen door de Roxolanen. Wel had hij daarvoor gevochten met de Sarmaten, en keizer Gallienus een dienst bewezen, deze had zo meer tijd om af te rekenen met een invasie van de Alamannen in Italië.
Alle munten van Regalianus en Sulpicia Dryantilla zijn overgeslagen; meestal werd een munt van een keizer uit de Severische tijd gebruikt (zoals Septimius Severus of Severus Alexander). Alle munten zijn in Carnuntum geslagen, en het zijn allemaal zilveren Antoniniani.